# Burton Rose
Burton « Bud » David Rose, né le 19 novembre 1942 et mort le 24 avril 2020, est un néphrologue américain et créateur d'UpToDate (en), contenant des ressources médicales en ligne.

## Carrière
Burton Rose est professeur de médecine à l'Université Harvard. Il exerce aussi à l'University of Massachusetts Medical School (en), au Brigham and Women’s Hospital (en), et au Beth Israel Deaconess Medical Center. Il est l'auteur de l'ouvrage Clinical Physiology of Acid-Base and Electrolyte Disorders et de Pathophysiology of Renal Disease, et co-auteur de Renal Pathophysiology: The Essentials,.
Il crée la première version d'UpToDate (en), depuis son domicile, en 1992. Il est alors émis sous la forme de disquettes. En octobre 2017, plus de 1,3 million de cliniciens dans 187 pays avaient consulté l'application web ou mobile d'UpToDate, avec plus de 32 millions de visionnages de sujets par mois.
En 2019, l'American Society of Nephrology (en) le nom "Endowed Lectureship" (Maître de conférences).

## Décès
Burton Rose, atteint de la maladie d'Alzheimer, est mort de la COVID-19 le 24 avril 2020.